# Konary Grabowo
Konary Grabowo – nieczynna stacja kolejowa we wsi Grabowo, w powiecie wągrowieckim, w woj. wielkopolskim, w Polsce.